# Судьбоанализ
Судьбоанализ — одно из направлений глубинной психологии. Концепция судьбоанализа была заложена швейцарским и венгерским психологом, психиатром и психотерапевтом Леопольдом Сонди и направлена на изучение жизненного пути человека и факторов, которые на этот путь оказывают влияние.
Судьбоанализ позиционируется как активно складывающая область междисциплинарных исследований, «ставящая своей целью создать собственный понятийный аппарат и стройную теорию, объединяющую культурологические изыскания в области мифологических, религиозных и философских представлений о судьбе, психологические исследования „смысла жизни“, „линии жизни“», „жизненного пути личности“ с мистическими концепциями „дао“ и „кармы“».